# Proformica longiseta
Proformica longiseta es una especie de hormigas endémicas de la España peninsular.